# Carol Danvers
Carol Danvers est une super-héroïne évoluant dans l'univers Marvel de la maison d'édition Marvel Comics. Créé par le scénariste Roy Thomas et le dessinateur Gene Colan, le personnage de fiction apparaît pour la première fois dans le comic book Marvel Super-Heroes #13 en mars 1968.
Carol Danvers a souvent changé de nom de code et de costume au cours de sa carrière de super-héroïne, employant successivement les pseudonymes de Miss Marvel (1977-1980 ; en VO « Ms. Marvel »), Binaire (1981-1997), Warbird (1998-2002) puis à nouveau Miss Marvel (2006-2012) et, depuis 2012, celui de Captain Marvel.
Elle est le personnage principal de plusieurs séries de comics publiées par Marvel Comics. La première série, Ms. Marvel (23 numéros), est créée en janvier 1977 par Gerry Conway et scénarisée par Chris Claremont. Après l'arrêt de la série en 1979, Claremont reprend le personnage en 1980 dans la série Uncanny X-Men et le dote d'un nouveau pseudonyme, Binaire, et d'un nouveau costume.
De 1998 à 2005, Kurt Busiek reprend le personnage dans la troisième série, Avengers, sous le nom de Warbird et lui redonne son costume de la fin des années 1970. En 2005, le personnage apparaît dans la ligne de comics Ultimate Marvel sous le nom de « Captain Carol Danvers ». Dans cet univers alternatif, le personnage n'a aucun super-pouvoir et dirige le SHIELD.
De mars 2006 à 2010, Carol Danvers est le personnage principal d'une seconde série, intitulée Ms. Marvel (50 numéros), écrite par Brian Reed et dans laquelle elle retrouve son nom de Miss Marvel (« Ms. Marvel » en VO). Depuis juillet 2012, elle est le personnage principal de plusieurs séries Captain Marvel écrites par Kelly Sue DeConnick (2012-2015), Tara Butters et Michele Fazekas (2016) et Kelly Thompson (2019), ainsi que les séries The Mighty Captain Marvel (2016-2018) et The Life of Captain Marvel (2018), écrites par Margaret Stohl.
Carol Danvers a connu une carrière de super-héroïne particulièrement tumultueuse, et vécu un certain nombre d'évènements pour le moins étonnants qui l'ont profondément marquée.
Le personnage apparaît dans divers jeux vidéo et des séries d'animation. En 2019, elle apparaît dans le film Captain Marvel, centré autour de son personnage, et dont le rôle est tenu par l'actrice Brie Larson. Celle-ci reprend son rôle quelques mois plus tard dans Avengers: Endgame (2019) et le retrouve dans The Marvels (2023).

## Résumé
Carol Danvers est une ancienne pilote de l'US Air Force, devenue agent de renseignement. Chargée de la sécurité de la base de Cap Canaveral en Floride, elle cherche à démasquer le super-héros kree Captain Mar-Vell. Lors d'un accident, elle est contaminée par l'ADN kree de Captain Mar-Vell et développe des super-pouvoirs. Lorsque ses pouvoirs se manifestent, quelques années plus tard, Carol Danvers a déjà quitté l'armée et est devenue rédactrice en chef d'un magazine féminin. Elle prend alors le surnom de Miss Marvel (Ms. Marvel en anglais) et rejoint le groupe des Vengeurs.
Dans les années 1980, lors d'un combat contre la mutante Malicia, cette dernière lui vole ses pouvoirs. Carol Danvers rejoint alors les X-Men (elle fut la seule homo sapiens associée au groupe formé de mutants) et est enlevée par les Brood qui en font l'objet d'une expérience, à l'issue de laquelle elle développe de nouveaux pouvoirs, devenant Binaire.
Dans les années 1990, ses pouvoirs changent une nouvelle fois. Carol Danvers prend l'identité de Warbird et retrouve une seconde fois les Vengeurs qu'elle doit quitter pour résoudre des problèmes d'alcoolisme.
Au milieu des années 2000, à l'issue du crossover House of M, elle retrouve le nom de Miss Marvel, dirige le groupe des Puissants Vengeurs et rejoint les Nouveaux Vengeurs.
Dans les années  2010, Carol Danvers change de costume et prend le nom de Captain Marvel. Elle rejoint l'équipe principale des Vengeurs puis celle des Gardiens de la Galaxie.

## Historique de la publication

### Création du personnage (1968)
Carol Danvers est créée en 1968 par Roy Thomas et Gene Colan dans Marvel Super-Heroes #13. Ses aventures se poursuivent dans Captain Marvel #1-18 (1968-1970).
Dans ces épisodes, Carol Danvers, qui n'avait aucun pouvoir, était la responsable de la sécurité dans la base spatiale américaine de Cap Canaveral, enquêtant sur les activités suspectes du docteur Lawson (alias Captain Mar-Vell).
À la suite d'une manigance de Yon-Rogg (en), l'ennemi Kree de Mar-Vell, Carol est prise en otage dans un avant-poste Kree abandonné sur Terre, où se trouve un Psyché-Magnitron, un appareil qui a depuis longtemps été interdit par l'empire Kree. Yon-Rogg utilise l'appareil pour créer un robot Mandroïde. Lorsque Mar-Vell arrive pour sauver Carol, il doit affronter à la fois le Mandroïde et Yon-Rogg. Pendant la bataille, Carol est blessée et le Psyché-Magnitron endommagé. Mar-Vell détruit le Mandroïde et parvient à s'échapper alors que le Psyché-Magnitron explose, irridiant Carol. La structure génétique de Carol a été modifiée à jamais, débloquant ses pouvoirs Kree latents. Cependant, elle est restée inconsciente de ce changement pendant des mois.

### Première sérieMs. Marvel(1977-1979)

#### Évolution de la première série
Dans Ms. Marvel (première série) #1 (janvier 1977), Gerry Conway, aidé par sa femme Carla, se charge de transformer le personnage de Carol Danvers en super-héroïne.
Au début de la série, Carol Danvers a quitté la défense et est devenue journaliste. Jonah Jameson la recrute comme rédactrice en chef d'un magazine féminin, Woman. Depuis son départ de l'armée, elle a développé des superpouvoirs et se fait appeler Miss Marvel à la fin du premier épisode. L'origine de ses pouvoirs est expliquée dans le deuxième épisode.
Miss Marvel fait partie d'une série de super-héroïnes créées par Marvel Comics en 1977, dont la première était Spider-Woman (Jessica Drew). Son costume était similaire à celui du premier Captain Marvel.
Après deux numéros, Gerry Conway part chez DC Comics. Les aventures de Miss Marvel sont reprises par l'auteur des X-Men : Chris Claremont. Le premier costume, qui faisait voir le nombril et le bas du dos, fut jugé trop suggestif et fut retouché après huit numéros : le nombril et le bas du dos furent couverts dans la deuxième version de ce costume.

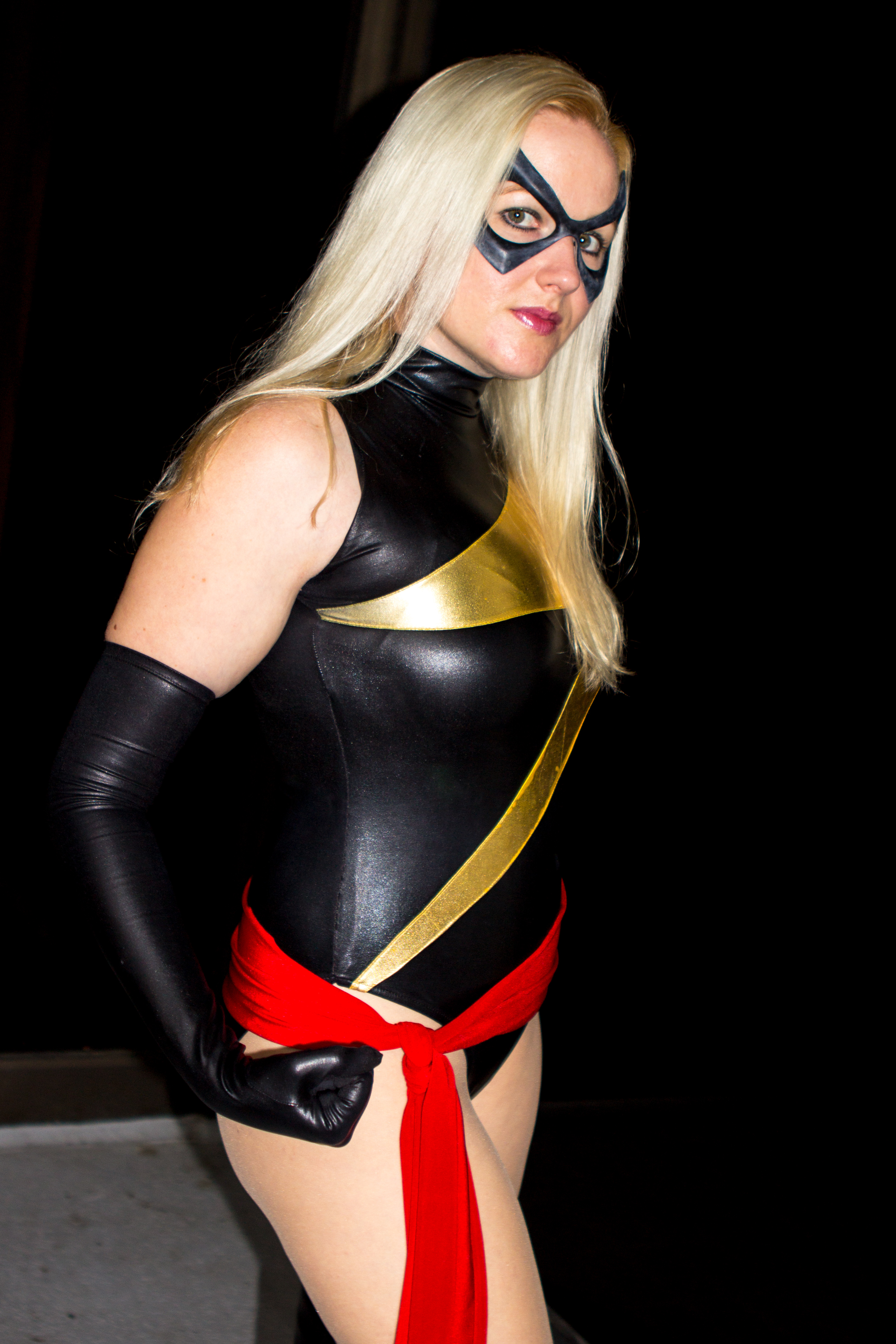
Cosplay du costume de Miss Marvel, période Chris Claremont.

En 1978, Chris Claremont est rejoint par Dave Cockrum et donne à Carol Danvers un autre costume, noir et marqué d'un éclair jaune, avec un ruban rouge noué à la taille, qui est inspiré par celui de Captain Marvel Junior, créé par Fawcett Publications, mais sans la cape.
La série est arrêtée au 23e numéro en avril 1979. Les 24e et 25e numéros, presque terminés, ne furent publiés qu'en 1992. Le numéro 24 contenait un combat avec Dents-de-sabre (Sabretooth). Le Club des damnés, sous la forme du « Hellfire Club », ainsi que Malicia, devaient initialement débuter dans Ms. Marvel #25, où figurait également la nouvelle Confrérie des mauvais mutants avec Mystique, Malicia, Pyro et Avalanche et Destinée.

#### Dessinateurs de la première série
- John Buscema (#1-3)
- Jim Mooney (#4-8, 13,15-18)
- Keith Pollard (#9)
- Sal Buscema (#10-12)
- Carmine Infantino (#14, 19)
- Dave Cockrum (#20-21)
- Mike Vosburg (#22-25)

### 1979-1981: polémique dansAvengers
Avant que sa série solo soit arrêtée au 23e numéro (avril 1979), Miss Marvel était déjà apparue dans la série Avengers (Ms. Marvel #18 en 1978, Avengers #171-172, Avengers #177-179 ; Korvac Saga, et Avengers # 181).
En 1979, son histoire est reprise par le scénariste David Michelinie dans Avengers #181-200 (mars 1979-octobre 1980). L'histoire scabreuse (viol et inceste) qu'il raconta dans le numéro anniversaire Avengers #200, développe une polémique. Au cours d'un arc narratif ambitieux (dans Avengers #197-199, juillet-septembre 1980), Danvers était tombée mystérieusement enceinte. Sa grossesse est accélérée (elle ne dure que quelques jours). Dans Avengers #200, Danvers donne naissance à un fils, Marcus.
Après quelques flottements, il est annoncé que Marcus est le fils d'une mère inconnue et de Immortus, un vieil ennemi des Vengeurs vivant dans une autre dimension. Marcus Immortus s'était réincarné sur Terre dans un autre corps, celui de Miss Marvel. Sur Terre, il grandit rapidement pour devenir adulte. Carol Danvers accepte alors d'accompagner son « fils » et part vivre avec lui dans la dimension où il a été créé,.
Devant le scandale suscité par l'histoire du viol (et les soupçons d'inceste) de Carol Danvers, l'auteur David Michelinie est déchargé de la série Avengers (il se consacre ensuite aux aventures de Iron Man). Un an après, Chris Claremont reprend le personnage dans Avengers Annual #10 (1981) où la situation est résolue : Carol Danvers est retrouvée inconsciente dans l'océan pacifique, à San Francisco. Elle a perdu ses pouvoirs et tout souvenir de ces événements discutables (viol et inceste) au cours d'un combat avec Malicia (« Rogue » en VO). Le 25e épisode, inachevé, de Ms. Marvel, paru en 1992 est complété avec le récit du combat contre Malicia absorbant les pouvoirs de Miss Marvel.

### 1981-1997: nouvelle direction dansUncanny X-Men
En 1981-1982, Chris Claremont fait passer Carol Danvers dans sa série Uncanny X-men (Uncanny X-men #150) et lui donne une nouvelle direction.
Carol Danvers acquiert de nouveaux pouvoirs avec la technologie des Broods et est rebaptisée Binaire, puis elle quitte le groupe des X-Men pour celui des Starjammers (les Frères des étoiles en français). Pendant plus de dix ans, le personnage de Binaire apparaît sporadiquement dans diverses séries avec les Starjammers, dans le crossover Operation Galactic Storm (1992) et le crossover Starblast (1994). Carol Danvers fut même remplacée dans les années 1980 par une autre Miss Marvel : Sharon Ventura.
Outre la transformation de Carol Danvers en Binaire dans Uncanny X-Men, la série Uncanny X-Men découvre des éléments du passé d'agent secret de Carol Danvers, sa liaison avec son formateur, le colonel Michael Rossi, et sa première rencontre avec Wolverine quand il était un agent secret canadien.

### 1998-2002: retour dansAvengersavec un nouveau nom: Warbird

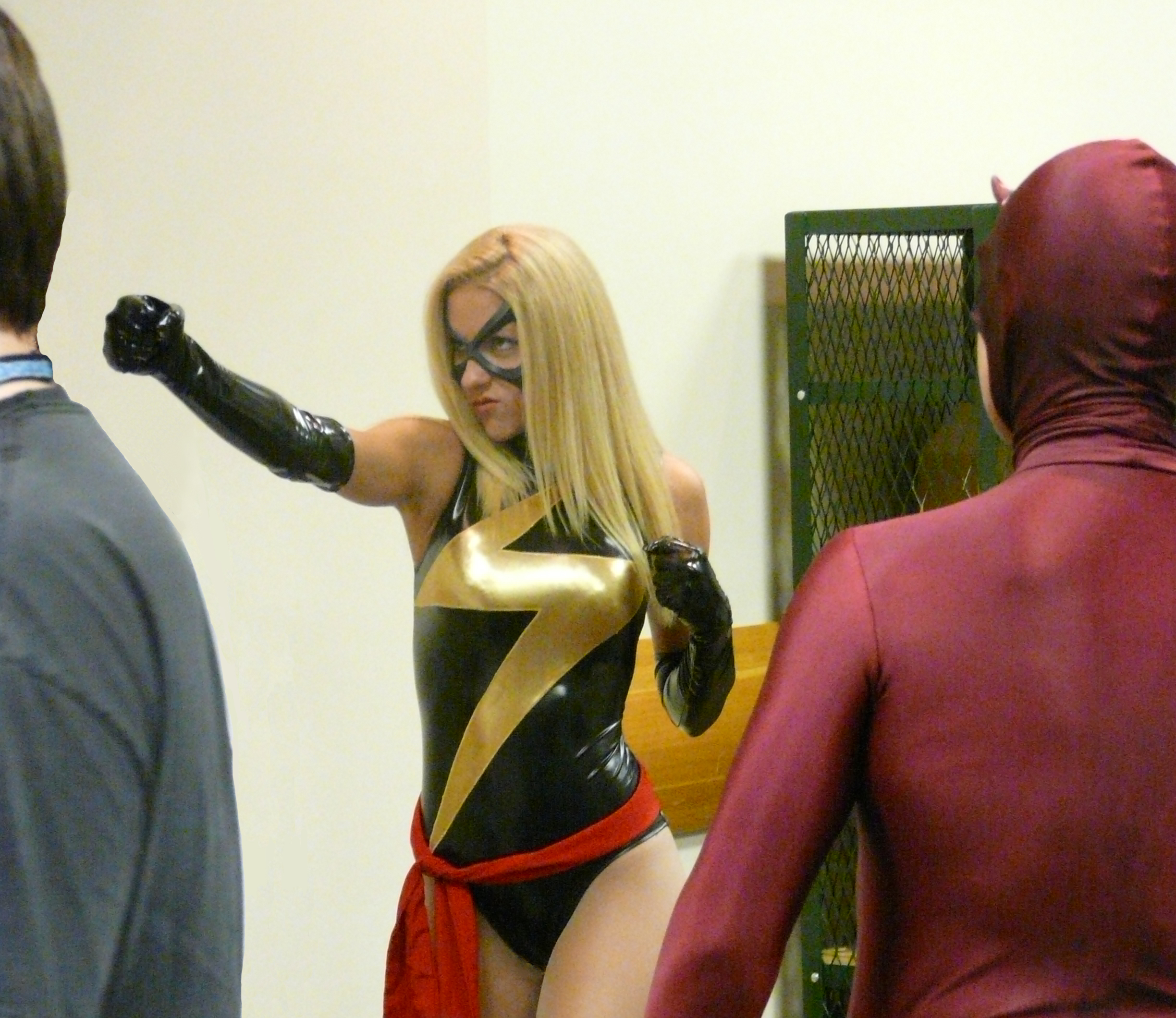
Cosplay de Carol Danvers dans le costume de Warbird et Miss Marvel.

En 1998, Carol Danvers réapparaît dans la troisième série Avengers, créée par Kurt Busiek. Dans cette série, elle prend le nom Warbird et retrouve son deuxième costume, noir marqué d'un éclair. La série met en scène ses problèmes d'alcoolisme.
Parallèlement, sa carrière de pilote et d'agent spécial de la CIA aux côtés de Serval sont explorés dans plusieurs comics, parus en 1996, 1997 et 2000.

### 2003-2005:AliasetHouse of M
En 2003-2004, Brian Bendis avait utilisé Carol Danvers comme personnage secondaire dans les pages de Alias. Il profite du crossover House of M (2005) pour ramener Carol Danvers au premier plan.

### Deuxième sérieMs. Marvel(2006-2010)

#### Évolution du personnage
En mai 2006, Marvel crée une nouvelle série, Ms. Marvel (vol. 2) écrite par Brian Reed, où Carol Danvers évolue de manière autonome. Le personnage avait repris son nom d'origine de Miss Marvel dans Giant-size Ms. Marvel (2006), prélude à la série. La série est accompagnée de deux Ms. Marvel Special (2007 et 2008), ainsi que d'un Ms. Marvel Annual en 2008.
Au cours du crossover Civil War (2005-2006), Carol Danvers fait partie des partisans de l'enregistrement des super-héros. En 2007 et 2008, elle est le leader de l'équipe des Puissants Vengeurs dans : The Mighty Avengers #1-11 (mai 2007-2008), écrit par Brian Bendis.
À l'issue de Secret Invasion, elle rejoint les Nouveaux Vengeurs dans la série New Avengers #45-52 (novembre 2008-2009). Au cours du Dark Reign, son décès est annoncé dans Ms. Marvel #37 (mai 2009) par Norman Osborn, mais le personnage continue à apparaître dans la série New Avengers. Pendant dix numéros (Ms. Marvel #37-46), la série Ms. Marvel continue avec le personnage d'Opale dans le rôle de Miss Marvel, avec l'ancien costume rouge et noir de Danvers datant de 1977-1978 au sein des Vengeurs sombres (Dark Avengers) d'Osborn. La série s'arrête au cinquantième numéro, en 2010.

#### Liste des épisodes
- #1-3 (« Best of the Best »)
- #4-8 (« Civil War », « Battle lines »)
- #9-12 et 13-14 (« The Deal »)
- #15-17 (« Ready, A.I.M. »)
- #18-20 (« Puppets »)
- #21-24 (« Monster and Marvel »)
- #25-30 (« Secret Invasion », « The Battle of Manhattan »)
- #31 (« Family »)
- #32-34 (« Secret Agent Danvers », « Ascension »)
- #35-41 (« Dark Reign, The Death of Ms. Marvel »)
- #42-46 (« War of Marvels »)
- #47-50 (« Best You Can Be »)

#### Dessinateurs de la deuxième série
- Roberto De La Torre (#1-8 ; 11-12)
- Mike Wieringo (#9-10)
- Aaron Lopresti (#13-19 ; 21-24)
- Adriana Melo (#25-26 ; 28-30 ; 33-34)
- Pat Olliffe (#35-37)
- Sana Takeda (#39-40 ; 42, 44, 46 ; 48-50)
- Sergio Ariño (#41, 43)
- Patrick Zircher (#12)
- Greg Tocchini (#20)
- Ron Frenz (#25)
- André Coelho (#27)
- Marcos Mar (#31)
- Paulo Siqueira (#32)
- Rebekah Isaacs (#38)
- Phil Briones (#45)
- Mike McKone (#47)
- Mark A. Robinson (Annual 2008)
- Chris Sotomayor (numéro spécial 2007)
- Giuseppe Camuncoli (numéro spécial 2008)
- Greg Horn (couvertures)

### 2009-2012:New AvengersetAvengers
De 2009 à 2012, Carol Danvers en tant que Miss Marvel) rejoint les Nouveaux Vengeurs ; elle apparaît régulièrement dans la série The New Avengers : d'abord à la fin de la première série (2009-2010, #47-64) puis dans la deuxième série (2010-2012, #1-24), ainsi que dans la quatrième série Avengers, initiée en 2010 pendant le crossover Fear Itself (Avengers #9-19, 2011-2012).

### Ultimate Marvel(depuis 2005)
Dans la ligne de comics Ultimate Marvel, le personnage de Carol Danvers apparaît dans la série Ultimate Secret (2005), Ultimate Spider-Man (2007-2008), Ultimate Avengers (2009-2010), ainsi que dans les séries Ultimate New Ultimates et Ultimate Avengers vs New Ultimates (2010-2011).
Dans cet univers, elle est un agent du SHIELD. Elle a succédé à Nick Fury comme directeur de l'organisation, puis a été remplacée par Gregory Stark. Elle dirige ensuite l'équipe des Nouveaux Ultimates. Dans cette série, elle n'a aucun super-pouvoir, seulement un entraînement supérieur.

### Captain Marvel(depuis 2012)

#### Séries écrites par Kelly Sue DeConnick (2012-2015)

##### Série de 2012
En juillet 2012, Marvel crée une nouvelle série Captain Marvel (la sixième série portant ce titre), écrite par Kelly Sue DeConnick, où Carol Danvers prend le nom de Captain Marvel qu'elle avait déjà porté dans House of M (2005).
Ayant décidé de reprendre le nom de code de Captain Marvel, Carol Danvers a abandonné son costume noir de Miss Marvel et adopté une toute nouvelle identité visuelle. Son costume militaire était une combinaison de tissu conçu par Stark et une ceinture rouge similaire à celle qu’elle portait précédemment. Le costume comportait également un casque pliable qui ressemble à ceux portés par les soldats Kree et rend possible le vol dans l’espace. Lorsqu’on l’utilisait, les cheveux de Danvers en sortaient comme une crête iroquoise. Le schéma de couleurs et l’iconographie étaient semblables à celles de Mar-Vell premier du nom, étant rouge et bleu marine. L'étoile hala dorée est affichée sur la poitrine du costume.
En 2013, la série fait partie d'un mini-crossover avec Avengers Assemble, les numéros 13 et 14 de Captain Marvel faisaient partie de l'intrigue de The Enemy Within.
Artistes de la série de 2012-2013
- Dexter Soy (#1-4 ; 7-8)
- Emma Rios (#5-6)
- Filipe Andrade (#9-12 ; 17)
- Scott Hepburn (#13-14)
- Gerardo Sandoval (#13-14)
- Patrick Oliffe (#15-16)
- Ed McGuinness (couvertures)
- Adi Granov (couverture)
- Joe Quinones (couvertures)

En 2013, Carol Danvers en tant que Captain Marvel, apparaît régulièrement dans la cinquième série Avengers (fin 2012). Elle fait partie de l'équipe de Vengeurs formée par Captain America.

##### Série de 2014

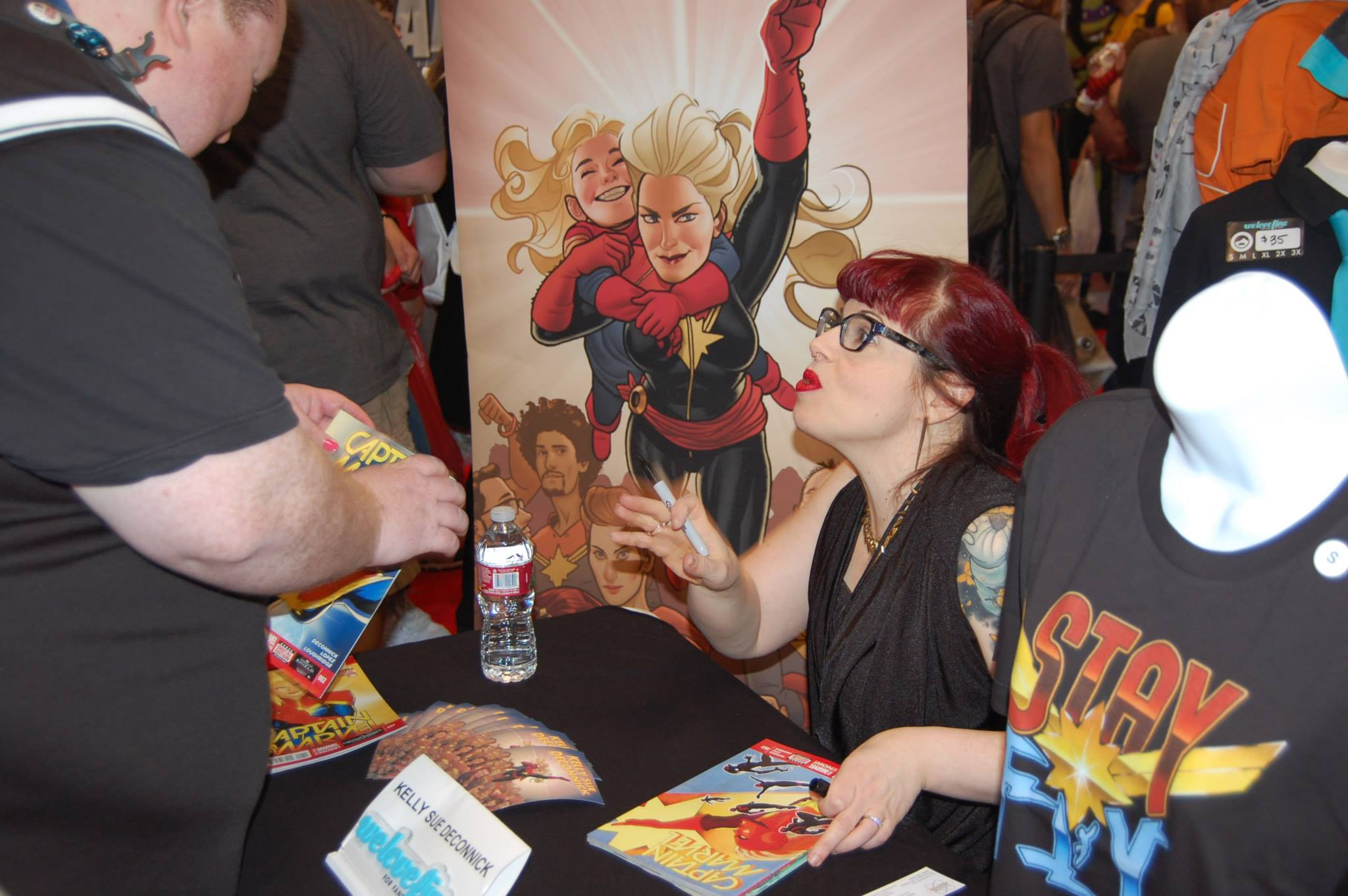
Kelly Sue DeConnick en 2014 devant une reproduction d'une couverture de Captain Marvel.

En 2014, une nouvelle série Captain Marvel (la septième) est lancée. Carol Danvers revêt à peu près le même costume que dans le film de 2019 de celui de l'univers cinématographique Marvel. La série s'arrête en 2015, après quinze numéros.

##### Captain Marvel and The Carol Corps(2015)
En 2015, Captain Marvel est le personnage principal d'une mini série qui remplace la série Captain Marvel de 2014. En France, ces quatre numéros sont publiés par Panini Comics dans les mensuels 1 à 4 Secret Wars « Ultimate end » (2016).

#### Série écrite par Tara Butters et Michele Fazekas (2016)
En 2016, à l'occasion du nouveau lancement (relaunch) de All-New All-Different Marvel, une nouvelle série Captain Marvel (la neuvième) est lancée avec des nouvelles autrices (Tara Butters et Michele Fazekas) et un nouveau dessinateur (Kris Anka). Elle s'arrête après 10 numéros.

#### Séries écrites par Margaret Stohl (2017-2018)

##### The Mighty Captain Marvel(2017)
Après la conclusion du crossover Civil War II (2016), Carol Danvers apparaît dans une nouvelle série The Mighty Captain Marvel avec une nouvelle équipe créatrice : Margaret Stohl (scénariste) et les dessinateurs Ramon Rosanas et Michele Bandini.

##### Captain Marvel: Dark Origins(2018)
À partir de The Mighty Captain Marvel #10, le comics change de titre et est rebaptisé Captain Marvel, avec Margaret Stohl (scénariste) et le dessinateur by Michele Bandini.
La numérotation commence au numéro 125 (prolongeant la numérotation des vingt-trois numéros de la première série Ms. Marvel de 1975-1979, des cinquante numéros de la série Ms. Marvel de 2006-2010, des dix-sept numéros de la série Captain Marvel de 2012-2013, des quinze numéros de la série Captain Marvel de 2014-2015, des dix numéros de la série de 2016 et des numéros 1 à 9 de la série  The Mighty Captain  Marvel de 2017).
Cette mini-série Dark Origins comprend cinq numéros (#125-129).

##### The Life of Captain Marvel(2018)
La série a bénéficié d'une bande-annonce sur la chaîne YouTube de Marvel Entertainment.
Par la suite, Margaret Stohl est chargée de raconter les origines de Carol Danvers dans la série The Life of Captain Marvel. Carlos Pacheco est le dessinateur principal de la série, tandis que Marguerite Sauvage s'occupe des flashbacks. La mini-série comprend cinq numéros.

#### Série écrite par Kelly Thompson (depuis 2019)
En janvier 2019, Marvel lance une nouvelle série Captain Marvel, scénarisée par Kelly Thompson.

## Biographie du personnage

### Chef de la sécurité à Cap Canaveral
Carol Danvers naît à Boston. Elle a deux frères. Lorsque son père refuse de financer ses études, elle s'engage dans l'U.S. Air Force. Elle réussit brillamment et rencontre son mentor et partenaire, Michael Rossi.
En tant qu'agent secret, elle participe à des missions en dehors des États-Unis, dont certaines en association avec Logan, puis elle est chargée de la sécurité et du contre-espionnage du site de lancement de fusées de Cap Canaveral.
Dans la base de la NASA était entreposé un robot Kree. Elle rencontre le Docteur Lawson (identité du capitaine Kree Mar-Vell sur Terre) et fut sauvée par Mar-Vell[pourquoi ?]. Elle surveille le Docteur Lawson, qu'elle soupçonnait d'espionnage. Attirée par le Captain Marvel, elle mène parallèlement une enquête sur le mystérieux Dr Walter Lawson. Elle accompagne Mar-Vell dans ses aventures et intervient sans le savoir dans le triangle amoureux entre Mar-Vell, le colonel Yon-Rogg et l'infirmière Kree Una.
Lors du combat de Mar-Vell contre son ennemi juré, Yon Rogg, ce dernier prend Carol Danvers en otage ; elle est contaminée par des radiations du « psyche-magnitron » (une arme développée par les Kree). Elle continue à travailler pour la NASA et retrouva Mar-Vell lors de la guerre des Krees et des Skrulls où elle est capturée et remplacée par le Super-Skrull.

### Miss Marvel, journaliste et super-héroïne (années 1970)
À cause de son échec à démasquer le Dr Lawson et à arrêter Captain Marvel, Carol Danvers perdit son crédit auprès des généraux de la NASA et sa carrière d'agent de sécurité est bloquée. Elle se reconvertit dans le journalisme et écrit un livre sur l'industrie spatiale. De responsable des services secrets, elle devint rédactrice en chef d'une revue, intitulée Woman magazine et publiée par Jonah Jameson (le directeur du Daily Bugle, journal de Peter Parker/Spider-Man). Elle fait la connaissance de Mary Jane Watson (la petite-amie de Parker) et devint son amie.
À la suite de sa contamination accidentelle par le psyche-manitron, les radiations modifient la structure de son ADN, lui ajoutant des gènes Krees et lui donnant des super-pouvoirs : la capacité de voler et un « septième sens », la clairvoyance.
Carol Danvers développe lentement ces pouvoirs. Elle a des instants d'amnésie où elle se transforme en Miss Marvel et porte un costume rouge et noir semblable au second costume de Captain Mar-Vell, accomplissant des actions dont elle ne se souvient plus par la suite. Pour essayer d'y voir plus clair, elle consulte un thérapeute.
Un premier temps tiraillée entre son identité humaine et sa part Kree, elle parvient à trouver un équilibre et fonde une famille. Elle rencontre de nouveaux ennemis dont la future X-men Raven Darkholme (Mystique) introduite pour la première fois, Deathbird, Modok, Steeplejack et Hécate.
Elle rencontre Captain Mar-Vell et affronte Ronan l'Accusateur. Elle comprend qu'elle ne doit pas être qu'une simple copie féminine de Captain Marvel et adopte un second costume, bleu marqué d'un éclair jaune, conçu avec l'aide de La Guêpe. À cause de ses absences répétées, elle est licenciée par le patron de son magazine.

### Membre des Vengeurs
Carol Danvers saisit l'occasion de son licenciement pour rejoindre une première fois les Vengeurs,, occasion qui se présenta lorsque la Sorcière rouge quitta l'équipe. Dans ses aventures avec les Vengeurs, elle affronte la Gargouille grise, Chthon et le Maître de corvée. Miss Marvel est enlevée par Kang le conquérant qui lui lave le cerveau et lui donne un fils, Marcus. Elle part avec celui-ci dans les limbes, la dimension d'Immortus (Kang).

### Dépossédée de ses pouvoirs par Malicia
Elle réapparaît à San Francisco, sans Marcus sous sa véritable identité, amnésique et sans pouvoir : lors d'un combat contre la mutante Malicia, ses souvenirs, sa personnalité et ses pouvoirs avaient été absorbés par la mutante, jusqu'au point de non-retour, la laissant avec seulement son ADN augmenté. Si elle parvient à retrouver ses souvenirs, elle reste à jamais marquée par cette expérience. Elle rejette d'autre part les Vengeurs pour n'avoir pas su voir qu'elle avait été contrôlée et enlevée par Marcus. Traumatisée par ce viol, elle quitte le groupe.

### Binaire, alliée des X-Men
Le Professeur Xavier accueille Carol Danvers dans son école de jeunes surdoués et restaure une partie de sa conscience mais, après une convalescence dans l'équipe des X-men, elle est enlevée par les Broods lors d'une expédition dans l'espace avec les X-Men et sert de cobaye dans différentes expériences. Elle est soumise à un rayon stimulateur d'évolution qui, en libérant les possibilités de ses gènes supplémentaires, la dote de la puissance d'une étoile (un pouvoir illimité d'origine Kree libéré par un trou blanc) ; elle prend alors le nom de Binaire,. Elle revêt à cette occasion un nouveau costume, rouge et blanc. 
Elle joue un rôle crucial dans le combat contre les Broods, en mettant un terme à la menace de leur Reine. Cependant, elle refuse d'être membre des X-men après son changement de pouvoir, refus encore plus vif lorsque Xavier accepte d'intégrer Malicia à l'équipe (cette dernière ne parvenant pas à maîtriser les souvenirs, ainsi que la conscience de Carol qu'elle avait absorbés, elle demande l'aide de Xavier et intègre à cette occasion l'équipe).

### Membre des Starjammers (années 1980 et 1990)
Binaire quitte la Terre pour rejoindre les Frères des étoiles (les Starjammers en anglais), une équipe de pirates intergalactiques,.
Lors d'un bref passage sur terre (après le mariage de Scott et Jean) au manoir des Vengeurs, elle rencontre la nouvelle Captain Marvel (Monica Rambeau) et apprend la mort de Mar-Vell. Elle dévoile alors aux Vengeurs ses nouveaux pouvoirs en tant que Binaire.
Les Starjammers sont, brièvement, revenus sur Terre via une porte des étoiles Shi'ar non défendue pour récupérer le professeur X, qui était en phase terminale. Sikorsky, utilisant la technologie Shi'ar, a restauré la santé et les jambes du professeur. Le Professeur est resté avec les Starjammers et a laissé Magneto responsable de son école.
À l'issue du crossover Operation : Galactic Storm, Quasar Binaire s'est épuisée à retirer de l'anti-matière du soleil. Quasar ramène Binaire sur Terre où elle est recueillie par les Vengeurs pendant plusieurs semaines en convalescence. Al'issue elle retrouva les Starjammers, mais refusera de choisir entre les deux équipes. Elle semble avoir perdu ses pouvoirs mais les retrouve lors du cross-over Starblast où elle aide Quasar à repousser une invasion de pirates extraterrestres.

### Double personnalité de Malicia
Alors que Carol était dans l'espace, ses souvenirs ont commencé à revenir de la mémoire de Malicia. En effet, Malicia et Wolverine ont été emmenés par des agents mutants spécialisés, les Réquisitionneurs (« Press Gang ») et téléportés dans l'État-nation de l'île de Genosha pour examen (la république autorisait des esclaves mutants). À la suite d'une tentative d'évasion, le mutant appelé Wipeout a annulé leurs pouvoirs. Malicia a été laissée dans un état catatonique après que le gardien de prison ait tenté de l'agresser. Elle s'est retirée dans son propre subconscient et a trouvé des traces de la psyché de tous ceux qu'elle avait touchés lorsque ses pouvoirs étaient encore actifs. Elle a rencontré la psyché de Carol, qui a demandé à Malicia de la laisser prendre le contrôle de son corps.
Après avoir pris le contrôle du corps de Malicia, Carol a battu deux magistrats qui sont entrés dans sa cellule. Elle s'échappe en embarquant Logan blessé qui reconnait la personnalité de Carol. Quand Psylocke a forcé Wipeout à restaurer les pouvoirs mutants de Malicia et Wolverine, la personnalité de Carol a cédé la place à celle de Malicia.
De retour en Australie, Psylocke a combattu Malicia et Colossus lors d'une séance d'entraînement. Pendant le combat, Malicia a été assommée, ce qui a instantanément permis à Carol de prendre le contrôle de son corps. Contrairement à Malicia, elle a pu toucher Psylocke sans danger. Plus tard, Malicia a causé des frictions avec ses coéquipiers à cause de sa fureur de partager son propre esprit avec Carol, qui avait redécoré sa chambre.
Plus tard, à Washington DC, Carol, prenant le contrôle, a visité le Mémorial de la guerre du Vietnam pour pleurer et honorer son frère Steve, perdu au combat. Après avoir visité son ancien appartement dans le West Village, elle a été suivie par Psylocke. Les deux ont eu une conversation sur les frustrations de Carol d'être piégée dans l'esprit de Malicia. À proximité, Nemrod a fusionné avec le Moule Initial (en) (Master Mold) des Sentinelles et Carol l'a attaqué alors qu'elle portait son ancien uniforme de Ms Marvel. Elle est assommée et perd à nouveau le contrôle. Pendant le combat avec Nimrod, Dazzler a utilisé le Siège du Péril pour le téléporter. Malicia, sentant le plan de Dazzler, a utilisé ses pouvoirs pour pousser la Sentinelle à travers le portail, en étant entraînée elle-même à l'intérieur .
Après avoir traversé le siège du Péril, Malicia et Carol ont été physiquement séparées (Malicia n'ayant que ses pouvoirs de base et Carol conservant ses pouvoirs). Gateway a téléporté les deux loin des Reavers avec Malicia se retrouvant en Terre Sauvage et Carol sur l'Île de Muir. Le Roi d'ombre a pris le contrôle de Carol et l'a envoyée en Terre Sauvage. Carol se décomposait car il n'y avait pas assez d'énergie vitale pour subvenir aux besoins de deux personnes. Elles se sont battues et lorsque Carol a commencé à prendre le dessus, Malicia a commencé à se décomposer. Cependant, le combat s'est terminé par la mort de Carol en raison de l'interférence de Magnéto au nom de Malicia.

### Warbird

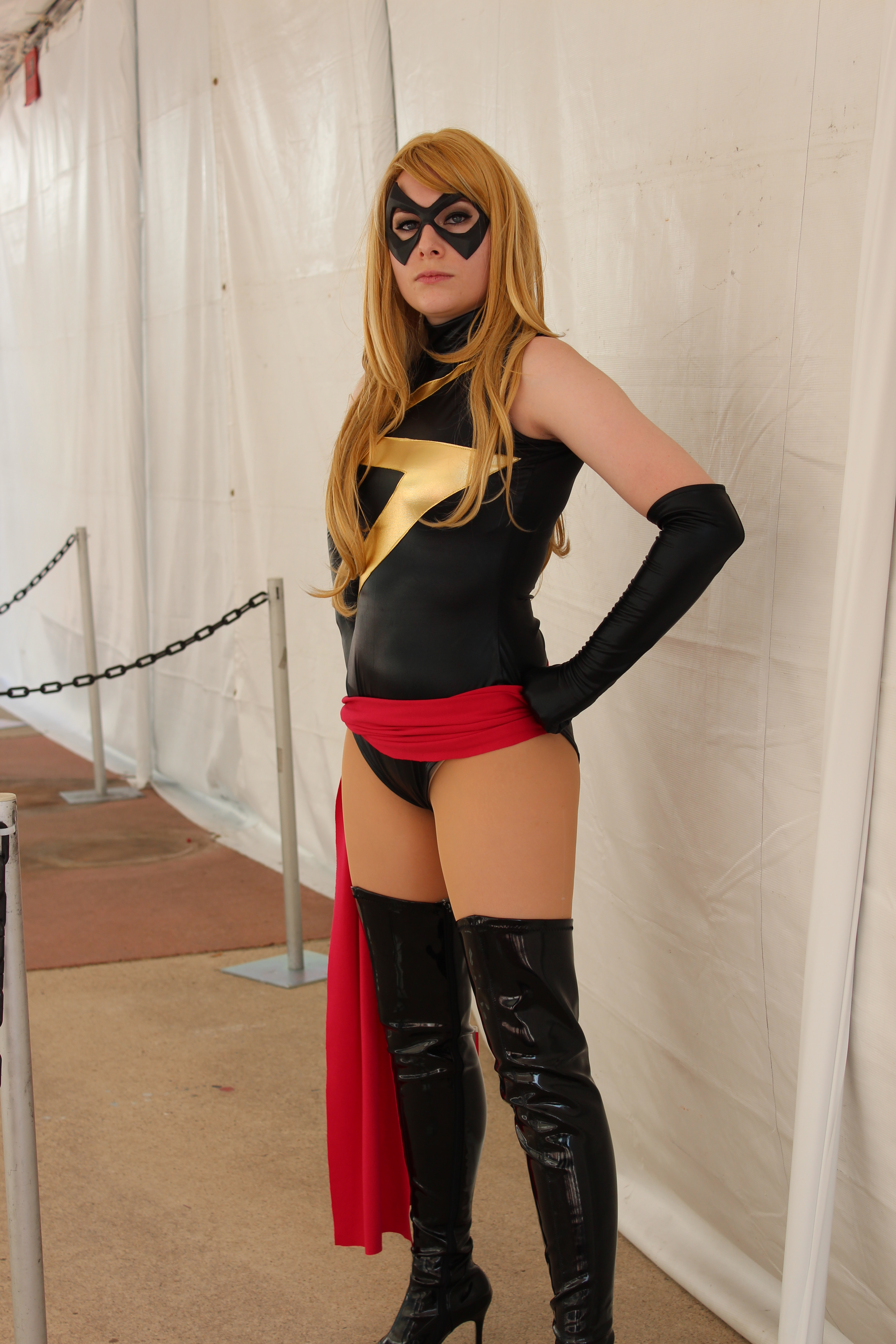
Cosplay de Warbird et Miss Marvel.

À la fin des années 1990, Carol Danvers retrouve la nouvelle formation des Vengeurs fraîchement revenus de la dimension de Heroes Reborn et reprend son deuxième costume (noir avec un éclair jaune). Elle commence à porter le nom de Warbird.
Cependant, Tony Stark commence à avoir des soupçons quant à l'attitude de Carol. Il s’avère qu'elle perd peu à peu ses pouvoirs de Binaire acquis grâce au trou blanc, et par conséquent sombre dans l'alcoolisme. Après une mission désastreuse contre les Krees, elle est évincée du groupe des Vengeurs. Elle se rend à Seattle où elle essaie de refaire sa vie comme romancière et journaliste indépendante. Ses tentatives sont interrompues à plusieurs reprises. Ses problèmes d'alcoolisme s'aggravent jusqu'à un combat contre Ultimo aux côtés d'Iron Man. Elle accepte alors de rejoindre les Alcooliques anonymes et surmonte son addiction. Elle retrouve les Vengeurs lors de l'assaut de Kang contre la Terre et joue un rôle déterminant dans le conflit, n'hésitant pas à tuer le vilain connu sous le nom de Maître pour obtenir les moyens de combattre Kang,.
Elle quitte à nouveau les Vengeurs pour accepter un poste important au ministère de l'Intérieur, responsable de la sécurité intérieure, à la demande du président des États-Unis, revenant à sa première profession d'agent secret. Elle est désignée membre de la commission sur l'activité des surper-humains avec la fonction d'agent de liaison et porte-parole du nouveau groupe des Thunderbolts et porte brièvement un uniforme plus militaire, en cuir noir avec des poches et des protections blanches.
Dans le cross-over Avengers Disassembled, Carol était l’un des nombreux Vengeurs qui se sont rassemblés aux ruines du Manoir des Vengeurs après sa destruction dans une séquence d’événements chaotiques qui ont culminé avec la mort de l'Homme-Fourmi, Vision et Œil-de-faucon. Grâce au docteur Strange, les Vengeurs ont appris que leur ennemi était la Sorcière Rouge, qui avait succombé à la folie suite au souvenir de la disparition de ses enfants. Warbird a d'abord refusé d’accepter la trahison de sa coéquipière, mais est devenue furieuse lorsqu’elle a été tourmentée par une Malicia virtuelle créé par la Sorcière Rouge. Celle-ci a été emmenée par Magneto à Genosha, puis les Vengeurs se sont dissous. Warbird a déclaré qu’elle ne pourrait pas pardonner à la Sorcière Rouge la douleur qu’elle lui avait infligée.

### Retour à Miss Marvel (années 2000)
Dans l'arc narratif House of M (La Maison M), la Sorcière rouge modifie l'univers. Dans le nouvel univers ainsi créé, Carol Danvers s’appelle Captain Marvel ; elle est admirée, respectée et considérée comme le héros le plus populaire. À l'issue de cette histoire, Carol prend conscience de sa valeur et abandonne son poste de responsable de la sécurité intérieure au ministère de l'Intérieur. Elle évolue de manière autonome et a reprend son nom d'origine Miss Marvel.
Pendant la Civil War, elle a rejoint le parti d'Iron Man (elle a fait partie des partisans de l'enregistrement des êtres surhumains) et a contribué à sa victoire. Elle dirige la nouvelle équipe des Vengeurs, les Puissants Vengeurs.
À l'issue de l'Invasion Secrète des Skrulls, Tony Stark fut renvoyé de son poste et le SHIELD démantelé. Ayant beaucoup de contacts au sein du gouvernement, Osborn en profita et forma le HAMMER, pour remplacer le SHIELD. Il en prit le commandement, et de ce fait, devint aussi directeur des Vengeurs. Tous les membres quittèrent alors le célèbre groupe de super-héros, devenu équipe fédérale de NYC par le projet Initiative. Carol Danvers refusa de continuer à diriger l'équipe, et Osborn demanda à Opale de prendre l'identité de l'héroïne, toutes deux se ressemblant physiquement.
Alors qu'elle se bat dans les rues de Hong Kong contre Ghazi Rashid, un humain amélioré par le projet Ascension, elle puise dans ses pouvoirs - qui ont été surchargés pendant l’invasion des Skrulls et lui causent maintenant une douleur intense chaque fois qu’elle les utilise - et se transforme en Binaire. Au fur et à mesure que le combat se poursuit, Carol perd le contrôle de ses pouvoirs et devient submergée alors que l’énergie pure commence à émaner dangereusement de son corps. Au-dessus de la ville, elle est engloutie dans une explosion de chaleur et de lumière et semble mourir.
Opale reprend le premier costume qu'avait porté Carol Danvers dans les années 1970 et également le pseudonyme de Miss Marvel.
Carol réapparait en combattant son homonyme (stoppée par Sentry), mais bien que restaurée physiquement, la psyché de Ms. Marvel était fracturée en quatre, elle ne pouvait alors manifester que des aspects de son personnage guerrier Kree, n’étant pas capable de se sentir humaine. Les aspects humains de son esprit étaient personnifiés par un alter-ego civil nommé Catherine Donovan.
Durant l'arc Siège, Osborn a envoyé le gang de Hood pour tendre une embuscade aux Vengeurs secrets. Totalement dépassée, Ms. Marvel a demandé à Spider-Woman d’utiliser ses pouvoirs de bioénergie pour augmenter ses propres pouvoirs et faire place à une retraite. Cet incident a sédimenté la relation de haine qui définirait deux groupes de Vengeurs. Ms. Marvel a rejeté l’offre de diriger les Nouveaux Vengeurs qui ont résisté à Osborn, mais a accepté d’être le deuxième commandant après Clint Barton. Elle a également pu acquérir un Quinjet volé comme moyen de transport.
Ms. Marvel s'allie avec les vengeurs secrets contre la menace de la force Phoenix.

### Captain Marvel (années 2010 et 2020)
Dans les séries Captain Marvel parues à partir de 2012, Carol Danvers assume le rôle de Captain Marvel. Elle revêt un nouvel uniforme et une nouvelle coiffure pour se distinguer de son prédécesseur Captain Mar-Vell. Elle rejoint la nouvelle équipe des Vengeurs formée dans la cinquième série Avengers débutée en 2013.
La série The Life of Captain Marvel sortie en  2018 permet d'éclaircir le passé de la super-héroïne. Cette série fait office de retcon pour Carol Danvers. Prise d'excès de violence en mission, elle retourne dans sa maison familiale sous les conseils de Tony Stark pour tenter de se réconcilier avec son passé.
Les choses dégénèrent lorsque Carol active sans le faire exprès une nettoyeuse Kree venue tuer la mère de Carol. Celle-ci se révèle être Mari-Ell une soldat Kree envoyée en mission sur Terre et qui a trahi sa patrie en tombant amoureuse de Joe Danvers. Carol apprend alors que son vrai nom est Car-Ell et que ses pouvoirs de guerrière Kree ne viennent pas de l'explosion du Psycho-Magnitron mais sont hérités de sa mère. Lors du combat avec la nettoyeuse la mère de Carol est tuée. Après avoir fait son deuil et avoir parlé avec Tony Stark, celle-ci réintègre les Avengers.

## Pouvoirs et capacités
En complément de ses pouvoirs, Carol Danvers a été formée à l'espionnage, la sécurité, au combat au corps à corps et au tir par armes à feu.
- Altérée par une machine Kree, Capitaine Marvel possède une force, une endurance et une vitesse surhumaines. Elle peut voler dans les airs jusqu’à une vitesse de 6 fois la vitesse du son, et émettre des rafales d'énergie explosives (à base de photons) par l’extrémité de ses doigts.
- En tant que Binaire, Carol Danvers pouvait puiser dans l'énergie d'un trou blanc et contrôler l'énergie électro-magnétique, la chaleur ambiante et la gravité, ce qui lui permettait de survivre sans aide dans le vide spatial et de voler à une vitesse proche de la lumière dans l'espace.
- Elle peut toujours absorber et rediriger l'énergie sous une forme photonique, mais à moindre niveau. Ainsi, chargée à bloc, elle a résisté à un impact de 92 tonnes. Elle peut absorber tout type d'énergie, comme l'électricité et l'énergie magique, semble-t-il.

## Comics où Carol Danvers apparaît

### Origines (1968-1980 et 1992-2000)
| Origines (Carol Danvers avant de devenir Miss Marvel) : - Marvel Superheroes (1968) #13 - Captain Marvel vol.1 (1968-1975) #1-14, 16, 18, 34-35, 40 - Logan : Shadow society (1996) - Flashback Wolverine (1997) # minus 1 - Before the Fantastic 4 : Ben Grim & Logan (2000) # 1-3 | Miss Marvel (1977-1980, jusqu'à la rencontre avec Malicia) : - Ms. Marvel vol.1 (1977-1979) #1-23 - Marvel Super-Heroes, vol.3, #10-11, 1992 (Ms. Marvel # 24-25) - Marvel Team-up (1977-1979) #61-62, #76-77 - The Defenders (1977) #57, 62-63 - Avengers (1978-1980) # 171-172, 175-177 (Korvac Saga), 181, 183-188, 190-200, 234 - Marvel Two-In-One (1979) #51 - Avengers Annual : 1978 (#8), 1980 (#10) |

### Binaire et Warbird (1981-2005)
| Carol Danvers (avant de devenir Binaire) : - Uncanny X-men (1981-82) # 150, 153-154, 158, 161-164, 182 Binaire (1982-1998) : - Uncanny X-men (1982-85) # 164, 166-167, 171, 174-175, 200-201 - Marvel Fanfare (1985) # 24 - The New Mutants (1984, 1987) # 19, 50-51 - X-Men : Spotlight on the starjammers (1990) # 1-2 - Avengers (1992) # 348, 350-351 - Quasar (1992-1994) # 33-34, 54-57 - Starblast (1993-1994) # 1-4 - X-Men Unlimited (1996) # 13 - Avengers, vol. 3 (1998) # 1-4 (Binaire), | Warbird (1998-2005) : - Avengers, vol. 3 (1998) # 4-7, 16-18, 26-40, 41-48/52-55 (Kang Dynasty), 57-61 (World Trust), 65-70 (Red zone) - Iron-Man, vol. 3 (1998) # 7, 11-12, 18-19, 21, 23-25, 39, 75, 79, 85 - Captain America, vol.3 (1998) # 8 - Quicksilver, # 10 (1998) - Wolverine #133-134, 138 (1999) - Thunderbolts (2000) # 44, 57 - Maximum Security (2000-2001) # 1-3 - The order (2002) # 2-3, 5-6 - Alias (2003) #3, 6, 18, 24 #25-26, #28 - Avengers dissassembled (2004) # 501-503, finale - New Thunderbolts (2005) # 4-6, 11, 13-14, 16 |

### Depuis 2005
| House of M (2005) - House of M (2005) #1 (Warbird), 2-6 (Captain Marvel) - The Pulse (2006) #12-13 - New Avengers (2005) #15 (Warbird), 16 (Carol Danvers) Civil War (2006-2007) - Civil War: X-Men (2006) #4 - Civil War: Battle Damage Report (2007) - Civil War: The Initiative (2007) #1 - Fallen Son: The Death of Captain America (2007) #2, 5 Miss Marvel (2006-2010) : - Giant-size Ms. Marvel (2006) #1 - Ms. Marvel vol.2 (2006-2010) #1-50 - Ms. Marvel Special (2007) #1 (Binary), - Ms. Marvel Annual: Scavengers (2008) - Ms. Marvel Special: Storyteller (2008) - Captain Marvel vol.5 (2008) #1-5 - Secret Invasion (2008) #1-2, 4-5, 8 | Avec les Vengeurs - New Avengers (2006-2010) #17-20 (The Collective), #22, 25 (New Avengers: Disassembled), #29-30 (Revolution), #36 (The Trust), 38, 45, 47-63 - New Avengers (2010-) #1- - Avengers (2010-) #1- - New Avengers Annual # 1 (2006), 2 (2007), 3 (2010) - The Mighty Avengers (2007-2009) #1-6 (The Ultron Initiative), #7-8 (The Venom Bomb), #9-11 (Doom's Castle), #14, 20-21 - Avengers : The Initiative (2007) # 1-2, 4, 11-12, 15 - New Avengers / Transformers (2007) # 1-4 - Giant-Size Avengers (2008) #1 - Avengers / Invaders (2008-2009) #2, 4-11 - Dark Avengers (2009) #1 |

### Réimpressions V. O.
| Captain Marvel - Marvel Essentials : Essential Captain Marvel 1 contient Marvel Super-heroes, vol. 2 # 13 (1968) et Captain Marvel # 1-21 Ms Marvel, première série - Marvel Essentials : Essential Ms. Marvel contient Ms. Marvel # 1-23, Marvel Super-heroes, vol. 3, # 10-11 (1992) (Ms. Marvel #24-25) et Avengers Annual #10 (1981) | Ms. Marvel, deuxième série 1. Best of the Best, 2006, réunit Ms. Marvel vol. 2 #1-5 et Giant-Size Ms. Marvel 2. Civil War, 2007, réunit Ms. Marvel vol. 2 #6-10 et Ms. Marvel Special 3. Operation Lightning Storm, 2007, réunit Ms. Marvel vol. 2 #11-17 4. Monster Smash, 2008 réunit Ms. Marvel vol. 2 #18-24 5. Secret Invasion, 2008 réunit Ms. Marvel vol. 2 #25-30 6. Ascension, 2008 réunit Ms. Marvel vol. 2 #31-34, Annual et Ms. Marvel Special: Storyteller 7. Dark Reign, 2009 réunit Ms. Marvel vol. 2 #35-41 8. War of the Marvels, 2009 réunit Ms. Marvel vol. 2 #42-46 9. Best You Can Be, 2010 réunit Ms. Marvel vol. 2 #47-50 |

### Traductions en français
| Collection Marvel SuperStar (Artima Color-Aredit) 1. Miss Marvel (1980) contient Ms. Marvel #1-3 (1977). 2. Miss Marvel, Le rayon mortel (1980) contient Ms. Marvel #4-5 (1977). 3. Miss Marvel, Cauchemar, 1980 contient Ms. Marvel #6-8 (1977). 4. Miss Marvel, L'oiseau de mort, 1981 contient Ms. Marvel #9-12 (1977). 5. Miss Marvel, Le règne de la terreur, 1981 contient Ms. Marvel #13-15 (1978). 6. Miss Marvel, Guerre sous les flots, 1981 contient Ms. Marvel #16-19 (1978). 7. Miss Marvel, Les titans des cavernes, 1982 contient Ms. Marvel #20-23 (1978-1979). L'intégrale X-Men (éditions Panini Comics) - tome 6 (année 1982), - tome 7 (année 1983) | - Marvel Top #14, 1999 contient Iron-Man #8, Captain America #8, Quicksilver #10 et Avengers #7, 1998. Marvel Monster Édition (Panini Comics) - Civil War (Monster Edition) no 1 (2007) contient Ms. Marvel #4-6 (2006). - Secret Invasion (Monster Edition) no 1 (2009) contient Ms. Marvel #25-30 (2008). - Dark Reign (Monster Édition) no 1 (2010) contient Ms. Marvel #35-37 (2009). - Dark Reign (Monster Edition) no 2 (2010) contient Ms. Marvel #38-41 (2009). - Dark Reign (Monster Édition) no 3 (2010) contient Ms. Marvel #42-46 (2009). Succès du livre (édité par Maxi-Livres– Marvel France) - The Avengers, 2 tomes contiennent Avengers vol.3 #1-18. |

## Apparitions dans d'autres médias

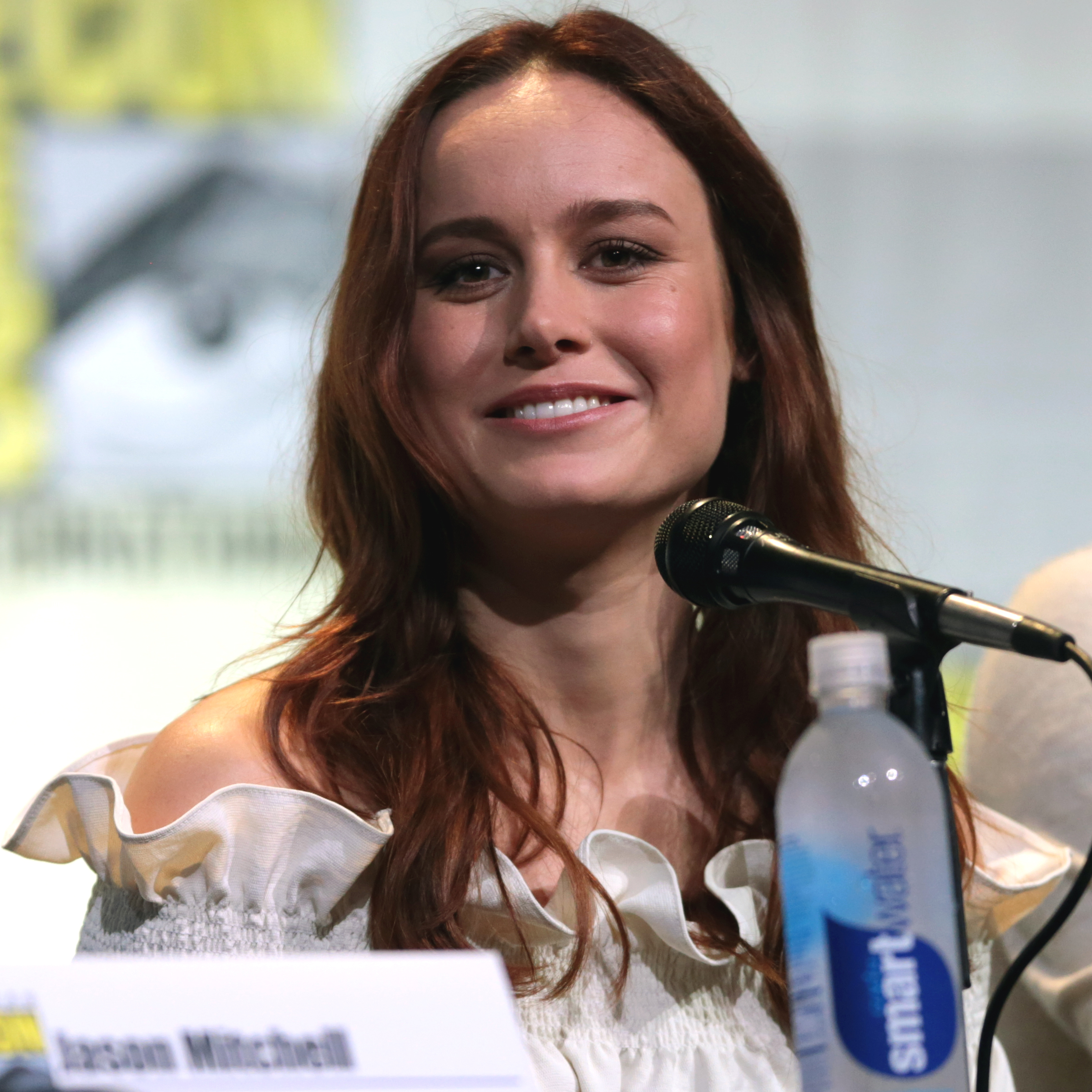
L'actrice américaine Brie Larson, interprète du personnage dans l'univers cinématographique Marvel.

### Cinéma
En mai 2013, Marvel Studios annonce plusieurs projets futurs dont un premier film Ms. Marvel intégré à l'univers cinématographique Marvel. Un premier script est alors prêt selon Kevin Feige. En octobre 2014, Marvel confirme dans une conférence de presse un projet de film Captain Marvel pour juin 2018. Lors du Comic-Con de 2016, l'actrice Brie Larson est annoncée dans le rôle de Carol Danvers alias Captain Marvel.
Dans Avengers: Infinity War, sorti en 2018 et réalisé par Anthony et Joe Russo, elle n'apparaît pas physiquement dans le film, mais est appelée par Nick Fury juste avant de disparaître après le claquement de doigts de Thanos.
Elle est le personnage principal de Captain Marvel (2019), réalisé par Anna Boden et Ryan Fleck. Dans les années 1990, Carol Danvers découvre un passé que les Kree ont effacé. Elle va défendre la Terre au côté de l'agent  Nick Fury d'une guerre Kree/Skrull. Elle finira par quitter la Terre pour aider les Skrull à trouver un nouveau foyer et remet à Nick Fury le bipeur pour la contacter en cas d'urgence. Dans la scène post-générique, elle répond à l'appel de détresse de Nick et rejoint la Terre où elle rencontre les Avengers survivants.
Dans Avengers: Endgame, sorti en 2019 et réalisé par Anthony et Joe Russo, Carol ramène Tony Stark et Nebula sur Terre, à la dérive depuis des semaines après que le Titan fou a anéanti la moitié de l'Univers. Quand elle voit les victimes de la décimation de Thanos, elle part pour le tuer au côté des Avengers. Ils parviennent à maîtriser le Titan fou mais ce dernier a détruit les pierres et Thor le décapite.
Cinq ans plus tard, Carol informe Natasha qu'elle ne sera plus disponible avant plusieurs mois. Elle revient pour la bataille finale où elle détruit le vaisseau de Thanos avant de l'affronter pour tenter de l'empêcher de claquer des doigts mais celui-ci se dégage d'un coup de bras, et la propulse violemment des dizaines de mètres plus loin. C'est finalement Tony Stark qui parvient à arracher les pierres du Gant de Thanos et le réduit en poussière ainsi que son armée. La puissance de cette action coûte la vie à Iron Man. Captain Marvel assiste ensuite à ses funérailles.
Carol apparaît dans une scène inter-générique de Shang-Chi et la Légende des Dix Anneaux aux côtés de Bruce Banner et Wong.
Elle est un des personnages principaux de The Marvels (2023), réalisé par Nia DaCosta. Alors qu'elle enquête sur un trou de ver lié à l'empire Kree, les pouvoirs de Captain Marvel (Monica Rambeau) s'entremêlent avec ceux de Kamala Khan et de Carol Danvers de réalités différentes. Le trio fait équipe pour déterminer pourquoi elles changent de place à chaque fois qu'elles utilisent leurs pouvoirs.

### Télévision
En 1994, Carol Danvers apparait dans un épisode de la série d'animation X-Men.
Entre 2010 et 2012, le personnage est présent dans 14 épisodes de la série Avengers : L'Équipe des super-héros, doublée en anglais par Jennifer Hale et en français par Marcha Van Boven.
En 2014, on peut la voir dans plusieurs épisodes de Avengers Rassemblement à partir de la saison 3.
En 2022, elle fait une apparition dans l’épisode 6 de Miss Marvel dans la scène post-générique.

### Jeux vidéo
- 2006 : Marvel: Ultimate Alliance
- 2009 : Marvel: Ultimate Alliance 2
- 2013 : Lego Marvel Super Heroes
- 2013 : Marvel Puzzle Quest
- 2015 : Lego Marvel's Avengers
- 2017 : Marvel vs. Capcom: Infinite
- 2017 : Lego Marvel Super Heroes 2